# 北九州市立大積小学校
北九州市立大積小学校（きたきゅうしゅうしりつ おおつみしょうがっこう）は、福岡県北九州市門司区にある公立小学校。

## 概要
北九州市門司区のほぼ中央に位置し、校区は春日・高砂・黒川・大積・喜多久の5地区から成り、周囲を山や川に囲まれ、東方に周防灘を臨む豊かな自然に恵まれている。

## 沿革
（沿革節の主要な出典は公式サイト）
- 1872年（明治5年） : 大積村浄光寺に大積塾、黒川村八木田氏宅に黒川塾が設立
- 1881年（明治14年） : 大積塾と黒川塾の合併により大積村大阪に校舎新築、福岡県企救郡大積小学校と称す
- 1886年（明治19年） : 学制改正により大積小学校簡易科と改称
- 1890年（明治23年） : 大積尋常小学校と改称
- 1902年（明治35年） : 現在地に校舎新築
- 1911年（明治44年） : 大積尋常高等小学校と改称
- 1925年（大正14年） : 後校舎1棟（3教室・泰安室）を増築し、運動場も整地拡張
- 1929年（昭和4年） : 門司市と東郷村合併により門司市大積尋常小学校と改称
- 1941年（昭和16年） : 門司市大積国民学校と改称
- 1945年（昭和20年） : 給食調理室1棟を増築
- 1948年（昭和23年） : 門司市立大積小学校と改称
- 1954年（昭和29年） : 4教室二階建ての校舎増築
- 1958年（昭和33年） : 運動場拡張
- 1961年（昭和36年） : 創立80周年記念式典挙行、給食場新築
- 1963年（昭和38年） : 五市合併による北九州市発足に伴い北九州市立大積小学校と改称
- 1970年（昭和45年） : プール建設
- 1973年（昭和48年） : 新校舎落成記念式典挙行
- 1974年（昭和49年） : 喜多久地区児童24名転入
- 1983年（昭和58年） : 創立百周年記念式典挙行
- 1986年（昭和61年） : 運動場拡張工事竣工
- 1991年（平成3年） : 創立110周年記念式典挙行
- 1992年（平成4年） : 学校週5日制月1回実施
- 1994年（平成6年） : 校区産出岩石により岩石園築造、パソコン3台設置
- 1996年（平成8年） : 北九州市社会福祉協力指定校
- 2000年（平成12年） : 運動場整備工事竣工、全教室暖房設備設置
- 2001年（平成13年） パソコン室設置、創立120周年記念式典挙行

## 所在
- 北九州市門司区大字大積974番地3

## 交通
北九州高速道路春日I.C.、九州自動車道門司I.C.が在り、南に県道72号線が東西に走る。
- 西鉄バス北九州 - 41番門司ローカル線大積小学校前より徒歩3分

## 周辺
- 北九州市立東郷中学校　南東に所在